# گانگستار: حقه‌بازی ساحل غربی
گانگستار: حقه‌بازی ساحل غربی (انگلیسی: Gangstar: West Coast Hustle) یک بازی ویدئویی اکشن-ماجرایی تک‌نفره برای سکو‌های آی‌اواس و وب‌اواس می‌باشد که توسط گیم‌لافت توسعه و نشر پیدا کرده است.
مانند سری بازی‌های اتومبیل‌دزدی بزرگ، حقه‌بازی ساحل غربی نیز دارای عناصر مسابقه‌ای و تیراندازی سوم شخص بوده و دارای «جهانی آزاد» می‌باشد.
حقه‌بازی ساحل غربی بعد از شهر جرم و شاهان لس‌آنجلس، سومین بازی از سری گانگستار است.